# Pratt & Whitney
Pratt & Whitney es una compañía dedicada a la industria aeroespacial establecida en Estados Unidos, con operaciones en el ámbito mundial. Es una filial de United Technologies Corporation (UTC). Los motores de aviación Pratt & Whitney son usados tanto en aviación civil (especialmente por aerolíneas) como en aviación militar. Su sede principal se encuentra en East Hardford, Connecticut (EUA). Conocido por ser uno de los "tres grandes" de la fabricación de motores de aviación, compite con General Electric y Rolls-Royce, aunque también ha formado acuerdos de inversión conjunta (joint venture) con ambas empresas. Además de los motores de aviación, Pratt & Whitney fabrica turbinas de gas para aplicaciones industriales y de generación de energía, turbinas eólicas  de uso marítimo y motores para cohetes. La compañía cuenta con más de 35.000 empleados (2009) y ofrece asistencia técnica a más de 9000 clientes en 180 países alrededor del mundo.

## Historia y primeros años
En abril de 1925 el ingeniero y diseñador de motores de aviación, Frederick Rentschler , expresidente de la compañía Wright Aeronautical y oriundo de Ohio, estaba determinado a fundar una empresa de aviación por su cuenta. Su red social incluía al ingeniero, inventor e industrial Edward Andrew Deeds, otro prominente ciudadano de Ohio y de aquella antigua industria de aviación, y a Gordon Rentschler, hermano de Frederick, quienes eran miembros de la junta directiva de Niles-Bement-Pond Co., una de las más grandes corporaciones de máquinas herramienta del mundo. Frederick Rentschler les solicitó capital de apoyo y recursos para su nueva inversión. De esta manera Deeds y G. Rentschler persuadieron a la junta de Niles-Bement-Pond Co. para que una de sus filiales localizadas en Hartford, Pratt & Whitney Machine Tool, sirviera como sede fundacional y establecimiento para crear un nuevo motor de aviación desarrollado por Rentschler, George J. Mead y varios de sus colegas, todos disidentes de Wright Aeronautical. Concebido y diseñado por Mead, el nuevo motor sería un gran diseño de cuatro tiempos en disposición radial de cilindros enfriados por aire. Al mismo tiempo, Pratt & Whitney Machine Tool estaba entrando en un período de auto revisión para ajustar su actividad económica al período de posguerra de la Primera Guerra Mundial, descontinuando viejas líneas de producto e introduciendo nuevas. La Primera Guerra Mundial había dado beneficios a la P&WMT, pero como era previsible en tiempos de paz los contratos con el gobierno estadounidense empezaron a cancelarse, por lo que el mercado de herramientas usadas con fabricación reciente competía directamente con el de herramientas nuevas. El futuro y crecimiento de P&WMT dependía en gran medida de la innovación. Teniendo un pequeño lugar en la fábrica y capital disponible durante este período histórico que pudiera ser invertido en algo nuevo, con una rápida amortización, P&WMT puso sus ojos en la creciente e incipiente industria aeronáutica, ya fuera de aviación militar o civil, que se proyectaba como una de las actividades de mayor crecimiento y desarrollo a mediano y largo plazo. De esta manera le ofreció a Frederick Rentschler una suma de $250.000 dólares de entonces, el uso del nombre "Pratt & Whitney", y espacio dentro de sus instalaciones. Así comenzó la "Pratt & Whitney Aircraft Company". El primer motor Pratt & Whitney Aircraft, el Pratt & Whitney R-1340 Wasp de 425 hp fue completado para la Nochebuena de 1925. Durante su tercera prueba de encendido superó con facilidad la prueba de calificación de la Armada Estadounidense en marzo de 1926; en octubre, la Armada hizo un pedido de 200 unidades. El Wasp presentaba un gran desempeño y fiabilidad que revolucionaron la aviación norteamericana. El R-1340 propulsaba los aviones de Wiley Post y Amelia Earhart, y con él se lograron varios hitos y vuelos históricos.
El R-1340 fue seguido por otro motor muy exitoso, el R-985 Wasp Junior. Eventualmente se desarrolló toda una familia de motores Wasp a partir de los mismos. Ambos motores se encuentran aún en uso en aviones de uso agrícola alrededor del mundo y producen más potencia que sus versiones iniciales. (Las piezas de recambio para ambos motores siguen produciéndose y teóricamente, es posible ensamblar un nuevo motor a partir de ellas.)
George Mead pronto daría el siguiente paso en grandes motores radiales refrigerados por aire a la vanguardia en su campo (que el Wasp ya dominaba) cuando Pratt & Whitney lanzó su Pratt & Whitney R-1690 Hornet , que era básicamente un "Wasp más grande".
En 1929, Rentschler terminó su asociación con Pratt & Whitney Machine Tool y fusionó Pratt & Whitney Aircraft con Boeing, y otras compañías de la United Aircraft and Transport Corporation. Su negociación le permitió llevar consigo el nombre Pratt & Whitney hacia la nueva corporación.

## Sede principal
Pratt & Whitney está localizada en East Hartford, Connecticut, y también tiene plantas en Columbus, Georgia; Middletown, Connecticut; Dallas, Texas; Cheshire, Connecticut; West Palm Beach, Florida, North Berwick, Maine; y Bridgeport, Virginia Occidental.
El estadio local del equipo de fútbol Huskies de la Universidad de Connecticut, el Rentschler Field, está localizado en el campus adyacente a la planta de Pratt & Whitney de East Hartford, en un terreno donde se localizaba un antiguo aeropuerto que perteneció a Pratt & Whitney y por el cual conserva su nombre.

## Divisiones
Pratt & Whitney es una unidad de negocios de la corporación conglomerada United Technologies, haciéndola una compañía hermana de Sikorsky Aircraft, Hamilton Sundstrand, Otis Elevator Company, UTC Fire & Security, UTC Power y el gigante de la refrigeración Carrier Corporation. También ha participado de dos inversiones conjuntas (joint venture) con Rolls-Royce, MTU Aero Engines, y Japanese Aero Engines Corporation que fabrican los motores de la serie A320 de Airbus y la serie MD-90 de McDonnell-Douglas. Con General Electric formó la Engine Alliance para crear el motor GP7000 del Airbus A380 con esa motorización.

### Commercial Engines
A esta división de Pratt & Whitney pertenecen los motores de gran tamaño que propulsan más del 40% de los aviones de pasajeros del mundo y sirve a más de 800 clientes en 160 países. Con más de 16.000 motores comerciales de gran tamaño instalados actualmente, Pratt & Whitney propulsa los aviones de cientos de aerolíneas y operadores, desde aviones de fuselaje angosto hasta jets de pasajeros de fuselaje ancho de tamaño jumbo. En junio de 2007, la flota de motores grandes de aviación Pratt & Whitney sobrepasó la cifra de 1000 millones de horas de servicio.

### Global Material Solutions
Global Material Solutions (GMS) es una división de Pratt & Whitney que hace partes para el motor CFM56, ofreciendo a los consumidores una alternativa para piezas de recambio con nuevos materiales. Adicionalmente, GMS provee a sus clientes con programas de gestión de flota y servicio personalizado. United Airliines fue el cliente con el que se lanzó la división GMS.
GMS recibió su primera certificación de partes en julio de 2007, cuando la Administración Federal de Aviación (FAA) confirió la certificación de Aprobación de Manufactura de Partes (Parts Manufacturing Approval o PMA) para la turbina de alta presión (HPT) GMS creada para el motor CFM56-3. En marzo de 2008, la FAA certificó el ventilador frontal y el booster con un Certificado de Suplemento (Supplemental Type Certificate (STC) con un FAA Chapter 5 life que indica que dichas partes tienen límites iguales a las partes que tienen el certificado original. Esta STC fue la primera certificación de la FAA jamás conferida a partes de origen alternativo con vida útil limitada. En mayo de 2008 Global Material Solutions recibió otro STC de la FAA por sus otras partes de vida limitada ofrecida para motores CFM56-3.

### Global Service Partners
Pratt & Whitney Global Service Partners (GSP) ofrece reacondicionamiento (overhaul), mantenimiento y reparación para motores Pratt & Whitney, International Aero Engines, General Electric, Rolls-Royce, y CFMI. Además de los servicios de reacondicionamiento y reparación de motores, GSP provee otros servicios que incluyen programas de mantenimiento de línea, monitoreo y diagnóstico de motores, lavados con agua en superficies alares ambientalmente amigables, alquiler de motores, programas de servicio personalizado de motores, junto a la oferta de partes nuevas o reparadas.
Pratt & Whitney mantiene uno de los centros de red de servicio más grandes en el mundo, con más de 40 centros de reacondicionamiento y mantenimiento de motores alrededor del mundo

### Military Engines
La división Military Engines de Pratt & Whitney abastece 27 fuerzas aéreas alrededor del mundo, con cerca de 11 000 motores de uso militar en servicio con 23 clientes en 22 países. Los motores militares de Pratt & Whitney incluyen el F135 del F-35 Lightning II Joint Strike Fighter (JSF), el F119 del F-22 Raptor, la familia F100 que propulsa los F-15 Eagle y F-16 Falcon, el F117 para el C-17 Globemaster III, el J52 del EA-6B Prowler, el TF33 que propulsa los aviones E-3 AWACS, E-8 Joint STARS, B-52, y KC-135, y el TF30 del F-111. Adicionalmente, Pratt & Whitney ofrece su red global de instalaciones para mantenimiento, reparación y reacondicionamiento y centros de servicio de aviación militar enfocados en mantener de manera rápida los motores de dichos clientes.

### Pratt & Whitney Canada
Pratt & Whitney Canada (PWC), originalmente llamada Canadian Pratt & Whitney Aircraft Company y luego United Aircraft of Canada, provee el mayor rango de productos, incluyendo motores turbofan, turbohélice, y turboejes dirigidos a mercados de aeronaves regionales, de negocios, utilitarias y militares, junto al mercado de helicópteros. La compañía también diseña y construye motores para unidades auxiliares de energía para aplicaciones industriales. La sede de esta división se localiza en Longueuil, Quebec (a las afueras de Montreal).
La división admitió en julio de 2012 estar proveyendo motores y sistemas de control informáticos de los mismos, para el primer helicóptero de ataque de China, el Z-10. Esto violó las leyes de exportación del gobierno de Estados Unidos, resultando en una sanción multimillonaria.

### Pratt & Whitney Rocketdyne
Pratt & Whitney Rocketdyne (PWR) fue fundada en 2005 cuando las divisiones Pratt & Whitney Space Propulsion y Rocketdyne Propulsion & Power fueron fusionadas siguiendo su previa adquisición de esta última desde Boeing.
Los motores Pratt & Whitney Rocketdyne propulsaron el Transbordador Espacial, y la compañía también provee motores de impulso para los cohetes Delta II y los boosters y etapas superiores de los cohetes Atlas III y Atlas V, junto a los Delta IV.

### Pratt & Whitney Power Systems
Pratt & Whitney Power Systems (PWPS) diseña, construye provee y asiste turbinas derivadas de motores de avión para plantas de energía termoeléctrica y energía geotérmica. Estas turbinas de gas pueden ofrecer energía desde pequeñas instalaciones a pequeñas ciudades. Las turbinas de PWPS no sólo generan energía eléctrica, también proveen la transmisión mecánica de marchas variables de propulsión marítima, compresión de gas, y bombeo de líquido en aplicaciones marinas. PWPS tiene más de 2000 turbinas instaladas en más de 40 países. PWPS también provee y repara partes de turbinas de trabajo pesado como piezas de recambio alternativo para las turbinas de gas OEM.

### International Aero Engines
International Aero Engines (IAE) es un acuerdo de inversión conjunta que desarrolla, construye y asiste la familia de motores de aviación V2500, que propulsa la familia de aviones A320 de Airbus, y la serie MD-90 de McDonnell-Douglas. Los cuatro fabricantes de motores que forman parte del acuerdo IAE participan contribuyendo con un módulo específico del motor V2500. Pratt & Whitney fabrica la cámara de combustión y la turbina de alta presión, mientras que Honda hace el compresor de alta presión, Japanese Aero Engine Corporation el ventilador frontal y el compresor de baja presión y MTU Aero Engines hace la turbina de baja presión.

### Engine Alliance
Engine Alliance, es un acuerdo de inversión conjunta  dividido en porcentajes iguales (50/50) entre General Electric y Pratt & Whitney, que se formó en agosto de 1996 para desarrollar, fabricar y asistir una familia de motores con tecnología avanzada para un nuevo avión de alta capacidad y gran alcance. La aplicación principal es el GP7200, diseñado para ser usado en el Airbus A380. Compite con el motor Rolls-Royce Trent 900, que fue el motor con el que fue lanzado el avión.
El primer Airbus A380 propulsado por motores GP7200 entró en servicio con Emirates en agosto de 2008, con una ruta de vuelo sin escalas entre Dubái y Nueva York.

### Motores deportivos
Entre 1967 y 1971, algunos motores a reacción Pratt & Whitney fueron usados en el Campeonato Nacional del USAC (American Championship Car Racing) y la Fórmula 1. El STP-Paxton Turbocar dominó las 500 Millas de Indianápolis de 1967, hasta que una pequeña pieza se desprendió faltando cuatro vueltas para terminar la carrera. STP (compañía fabricante de lubricantes para motor) tenía cuatro Lotus 56 preparados para las 500 Millas de Indianápolis de 1968. Uno de los vehículos se estrelló durante la etapa de clasificación. Dos de los autos remanentes obtuvieron el primer y segundo puesto de la clasificación, pero se retiraron de la carrera. Para el año siguiente los automóviles propulsados por turbinas fueron prohibidos, por lo que el jefe de Lotus, Colin Chapman, desarrolló un auto para competir en la Fórmula 1 con una versión adaptada conocida como 56B que compitió en algunas carreras de Fórmula 1 de 1971, siendo el primer y único bólido de la categoría en tener propulsión a chorro.

## Productos

### Motores recíprocos
- Pratt & Whitney R-985 (Wasp Junior)
- Pratt & Whitney R-1340 (Wasp)
- Pratt & Whitney R-1690 (Hornet)
- Pratt & Whitney R-985 (Wasp Junior)
- Pratt & Whitney R-1535 (Twin Wasp Junior)
- Pratt & Whitney R-1830 (Twin Wasp)
- Pratt & Whitney R-2000 (Twin Wasp)
- Pratt & Whitney R-2180
- Pratt & Whitney R-2800 (Double Wasp)
- Pratt & Whitney R-4360 (Wasp Major)

### Turborreactores
- Pratt & Whitney J42 (JT6) (Rolls-Royce Nene bajo licencia)
- Pratt & Whitney J48 (JT7)
- Pratt & Whitney J52 (JT8A)
- Pratt & Whitney J57 (JT3C)
- Pratt & Whitney J58 (JT11D)
- Pratt & Whitney J75 (JT4A)
- Pratt & Whitney J91 (JT9)
- Pratt & Whitney JT12 (J60)

### Turbofan

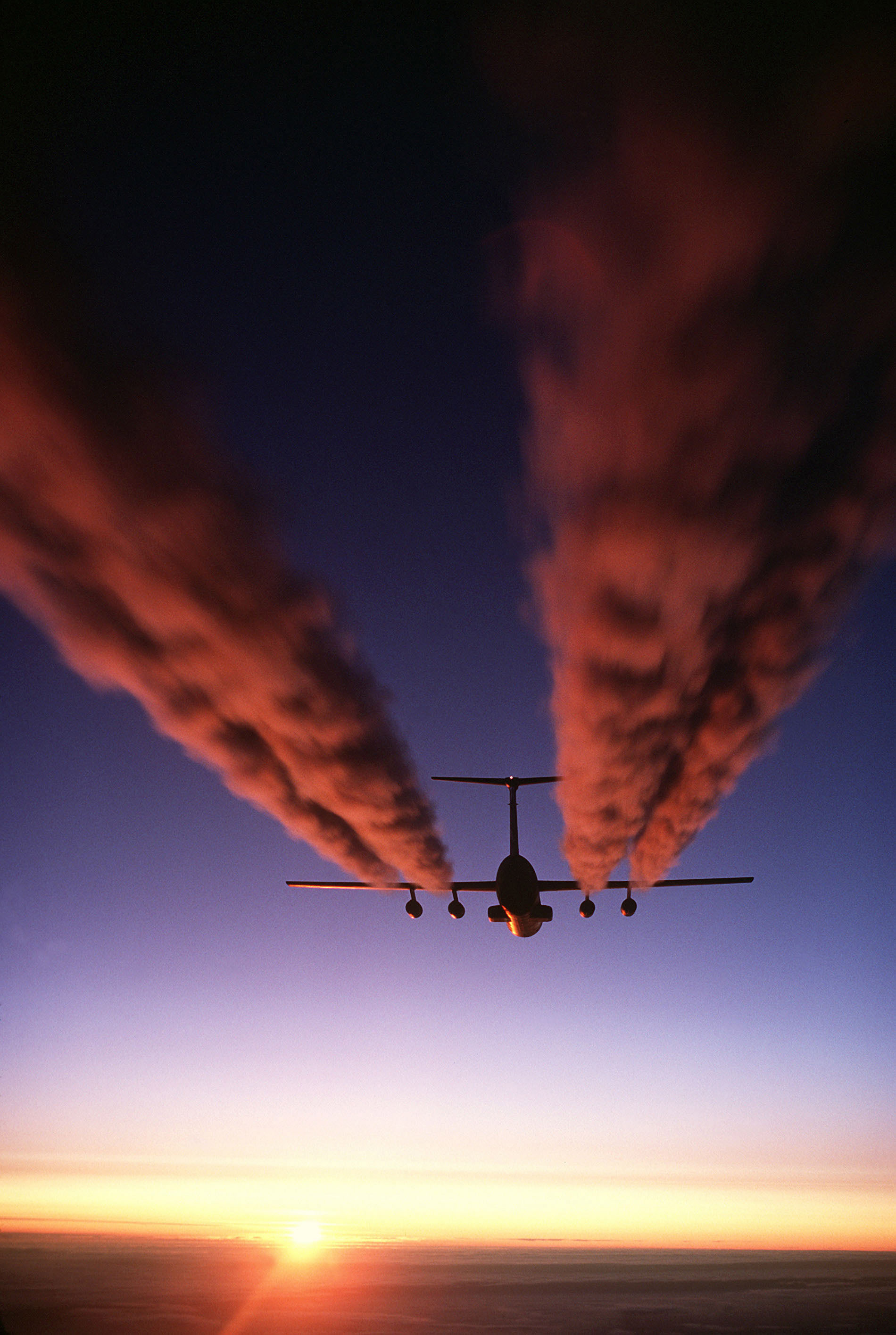
Los motores TF33 de un C-141 Starlifter dejando estelas de condensación sobre la Antártida

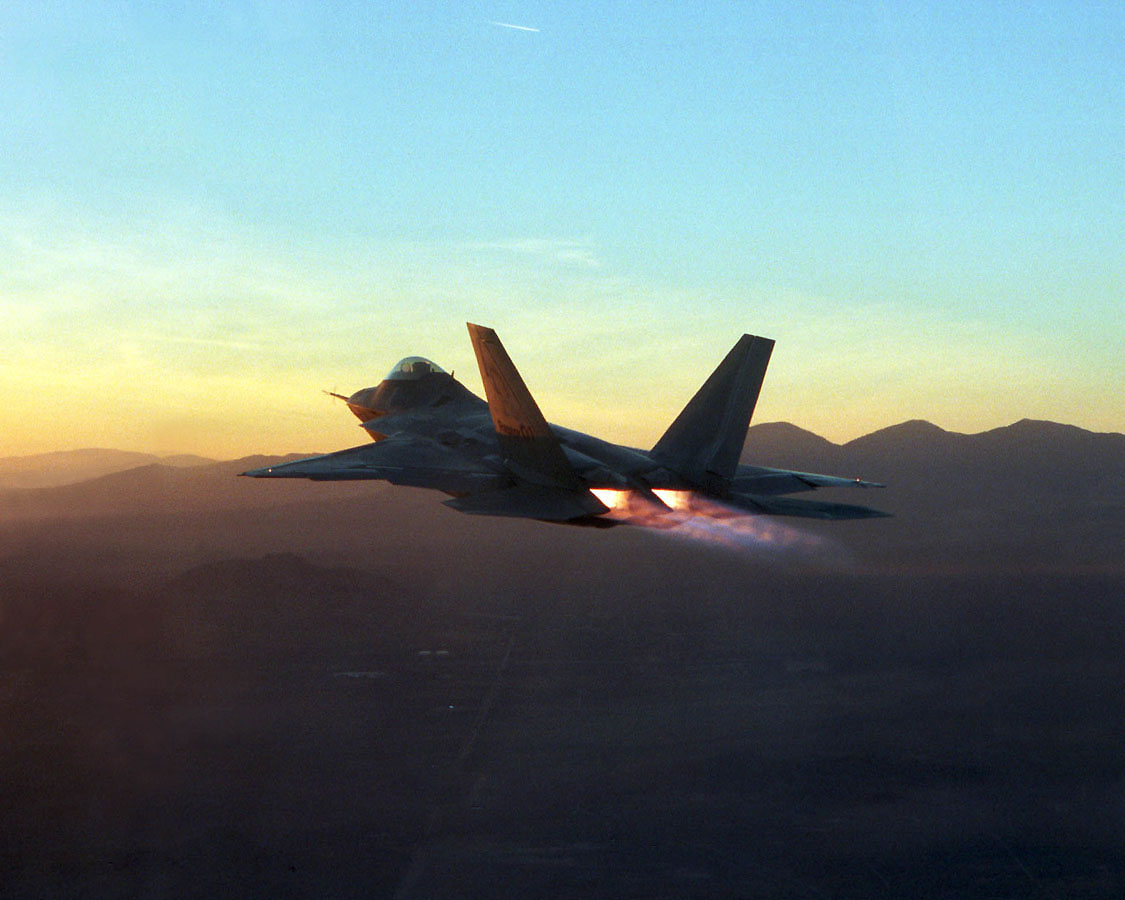
Un Lockheed Martin F-22 en el que se ven sus motores F119 (PW5000) operando con post-combustión

- Pratt & Whitney JT3D (TF33 en uso militar)
- Pratt & Whitney JT8D
- Pratt & Whitney JT9D
- Pratt & Whitney TF30 (JTF10A)
- Pratt & Whitney F100 (JTF22)
- Pratt & Whitney F119 (PW5000)
- Pratt & Whitney F135 (desarrollado a partir del F119)
- Pratt & Whitney PW1000G
- Pratt & Whitney PW1100G
- Pratt & Whitney PW1120 (desarrollado a partir del F100)
- Pratt & Whitney PW2000 (F117)
- Pratt & Whitney PW4000
- Pratt & Whitney PW6000
- Engine Alliance GP7000
- IAE V2500

### Turbohélices y turboejes
- Pratt & Whitney T34 (PT2)
- Pratt & Whitney XT45 (PT4)
- Pratt & Whitney T52 (PT3)
- Pratt & Whitney XT57 (PT5)
- Pratt & Whitney T73 (JFTD12)
- Avco/Pratt & Whitney T800 (APW34)

### Tubinas de gas derivadas de motores de aviación
- Pratt & Whitney GG3/FT3
- Pratt & Whitney GG4/FT4
- Pratt & Whitney FT8

### Sistemas de mantenimiento de motores
Ecopower Services -con el apoyo comercial de Pratt & Whitney- ofrece un servicio de lavado a alta presión con atomización de agua mediante varias boquillas, que permite remover suciedad y contaminantes de las partes de un motor jet, más notablemente los álabes de las turbinas, previniendo situaciones de sobrecalentamiento, mejorando la eficiencia operativa de los motores y reduciendo consumo de combustible. El sistema colecta el agua usada durante el proceso para hacer un manejo adecuado de los residuos. El lavado puede ser ejecutado en instalaciones aeroportuarias en un tiempo aproximado de una hora. Los clientes de Pratt & Whitney incliyen a United Airlines, Air India, Martinair, Singapore Airlines, Virgin Atlantic, y JetBlue.